# Ardisia coloradoana
Ardisia coloradoana är en viveväxtart som beskrevs av C.L. Lundell. Ardisia coloradoana ingår i släktet Ardisia och familjen viveväxter. Inga underarter finns listade i Catalogue of Life.